# Joanna Chaube
Joanna Chaube (* 25. September 1997) ist eine französische Badmintonspielerin. 

## Karriere
Joanna Chaube siegte 2014 bei den Bulgaria Open im Mixed mit Alexandre Hammer. Ebenfalls mit ihm belegte sie bei den Swiss Juniors 2014 Rang drei. Bei letztgenannter Veranstaltung wurde sie auch Dritte im Damendoppel mit Verlaine Faulmann.

## Sportliche Erfolge
| Saison    | Veranstaltung                             | Disziplin | Platz | Starter                           |
| --------- | ----------------------------------------- | --------- | ----- | --------------------------------- |
| 2011/2012 | French Junior Nationals Minimes 2011/2012 | XD        | 1     | Vincent Medina / Joanna Chaube    |
| 2011/2012 | French Junior Nationals Minimes 2011/2012 | WS        | 3     | Joanna Chaube                     |
| 2011/2012 | French Junior Nationals Minimes 2011/2012 | WD        | 2     | Joanna Chaube / Katia Normand     |
| 2013/2014 | French Junior Nationals Cadets 2013/2014  | WD        | 1     | Joanna Chaube / Katia Normand     |
| 2013/2014 | French Junior Nationals Cadets 2013/2014  | XD        | 3     | Vincent Medina / Joanna Chaube    |
| 2014      | Bulgaria Open 2014                        | XD        | 1     | Alexandre Hammer / Joanna Chaube  |
| 2014      | Strasbourg International 2014             | WS        | 1     | Joanna Chaube                     |
| 2014/2015 | French Junior Nationals 2014/2015         | WS        | 1     | Joanna Chaube                     |
| 2014/2015 | French Junior Nationals 2014/2015         | XD        | 2     | Vincent Medina / Joanna Chaube    |
| 2014/2015 | French Junior Nationals 2014/2015         | WD        | 2     | Joanna Chaube / Katia Normand     |
| 2015      | Bulgaria Junior International 2015        | XD        | 3     | Marc Laporte / Joanna Chaube      |
| 2015      | Swiss Junior International 2015           | WS        | 3     | Joanna Chaube                     |
| 2015      | Swiss Junior International 2015           | WD        | 2     | Joanna Chaube / Verlaine Faulmann |
| 2015      | Swiss Junior International 2015           | XD        | 3     | Marc Laporte / Joanna Chaube      |
| 2015      | Hungarian Junior International 2015       | XD        | 1     | Thomas Vallez / Joanna Chaube     |
| 2015      | Bulgaria Junior International 2015        | WS        | 3     | Joanna Chaube                     |